# Episodi di 227 (terza stagione)
La terza stagione della serie televisiva 227 è stata trasmessa in anteprima negli Stati Uniti d'America dalla NBC tra il 26 settembre 1987 e il 7 maggio 1988.
| nº | Titolo originale          | Titolo italiano | Prima TV USA      | Prima TV Italia |
| -- | ------------------------- | --------------- | ----------------- | --------------- |
| 1  | Men's Club                |                 | 26 settembre 1987 |                 |
| 2  | Low Noon                  |                 | 3 ottobre 1987    |                 |
| 3  | There Goes the Building   |                 | 17 ottobre 1987   |                 |
| 4  | And Baby Makes Three      |                 | 24 ottobre 1987   |                 |
| 5  | Bull's Eye                |                 | 31 ottobre 1987   |                 |
| 6  | Teach Me Tonight (Part 1) |                 | 7 novembre 1987   |                 |
| 7  | Teach Me Tonight (Part 2) |                 | 14 novembre 1987  |                 |
| 8  | See You in Court          |                 | 21 novembre 1987  |                 |
| 9  | The Honeymoon's Over      |                 | 28 novembre 1987  |                 |
| 10 | Rapture                   |                 | 5 dicembre 1987   |                 |
| 11 | The Facade                |                 | 12 dicembre 1987  |                 |
| 12 | The Talk Show             |                 | 2 gennaio 1988    |                 |
| 13 | Snowbound                 |                 | 9 gennaio 1988    |                 |
| 14 | Shall We Dance?           |                 | 16 gennaio 1988   |                 |
| 15 | The Sing-Off              |                 | 23 gennaio 1988   |                 |
| 16 | Sweet Sixteen             |                 | 30 gennaio 1988   |                 |
| 17 | The Roommate              |                 | 6 febbraio 1988   |                 |
| 18 | The Big Deal              |                 | 13 febbraio 1988  |                 |
| 19 | The New Neighbors         |                 | 20 febbraio 1988  |                 |
| 20 | Blues                     |                 | 27 febbraio 1988  |                 |
| 21 | The Butler Did It         |                 | 12 marzo 1988     |                 |
| 22 | My Aching Back            |                 | 9 aprile 1988     |                 |
| 23 | Country Cousins           |                 | 30 aprile 1988    |                 |
| 24 | Best Friends              |                 | 7 maggio 1988     |                 |